# Heteropoda jugulans
Espèce
Synonymes
- Sarotes jugulans L. Koch, 1876

Heteropoda jugulans est une espèce d'araignées aranéomorphes de la famille des Sparassidae.

## Distribution
Cette espèce est endémique du Queensland en Australie. Elle se rencontre de Cooktown à Brisbane.

## Habitat
Cette espèce se trouve généralement sous l'écorce des arbres.
Elle entrera également la nuit dans les maisons, les dépendances et les boîtes aux lettres pour chasser, et pourra escalader les murs et les vitres et se déplacer sur les plafonds.

## Description
Les mâles mesurent de 18,5 à 18,8 mm et les femelles de 20,6 à 26,7 mm

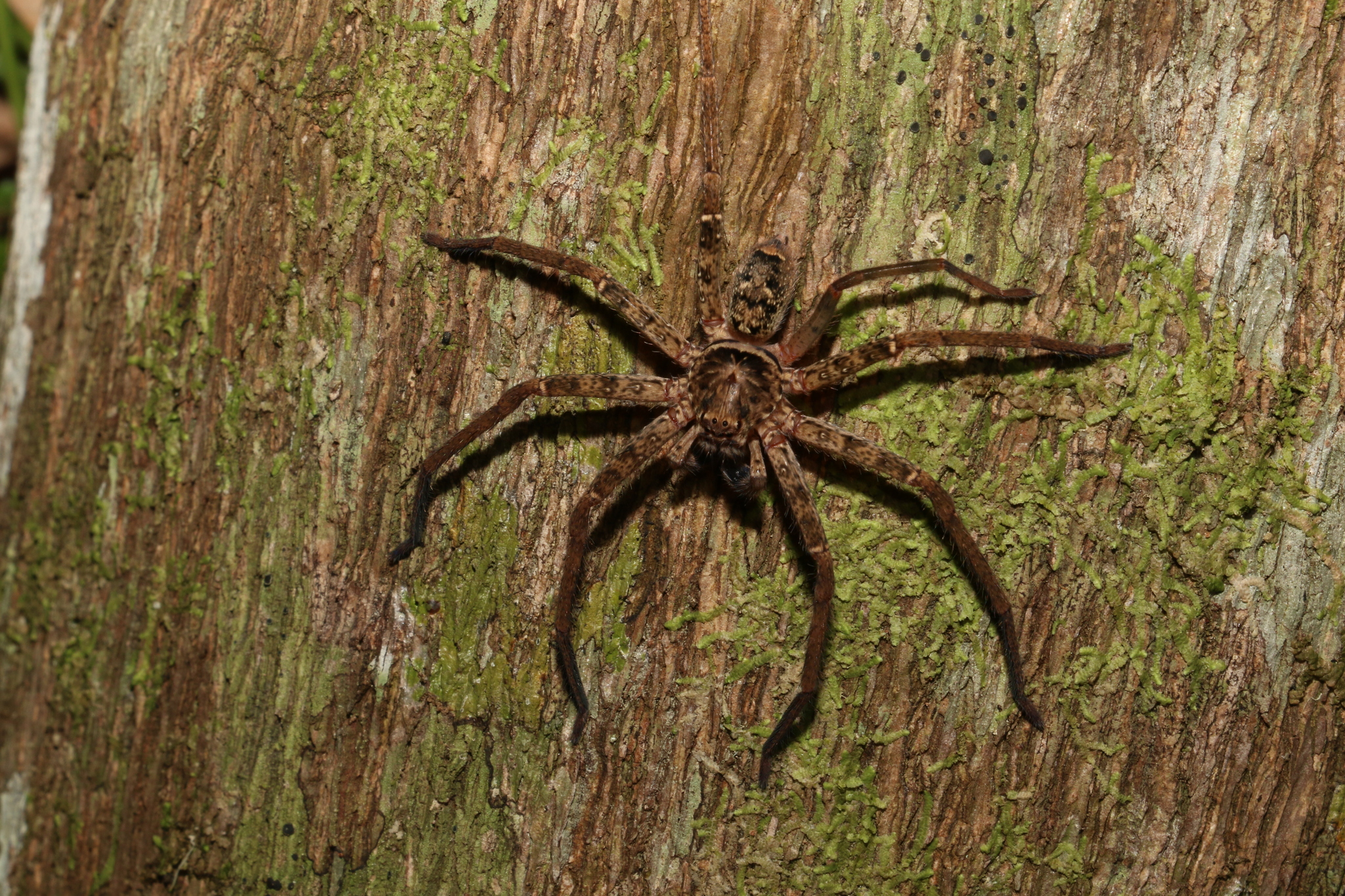
Heteropoda jugulans sur un arbre

Cette espèce a un corps brun avec diverses marques : une marque noire en forme de X sur la tête, des chevrons noirs sur le corps et souvent une marque noire en forme de V sur la face inférieure de l'abdomen. Le corps et la tête ont à peu près la même taille. Les mâles et les femelles sont de taille similaire, bien que les mâles aient des pattes plus longues.
Cette espèce insectivore est nocturne.

## Systématique et taxinomie
Cette espèce a été décrite sous le protonyme Sarotes jugulans par L.Koch en 1876. Elle est placée dans le genre Heteropoda par Simon en 1880.

## Publication originale
- (de) L. Koch, 1876, Die Arachniden Australiens, nach der Natur beschrieben und abgebildet, Nuremberg, vol. 1, p. 741-888 (lire en ligne).